# 아베 레인

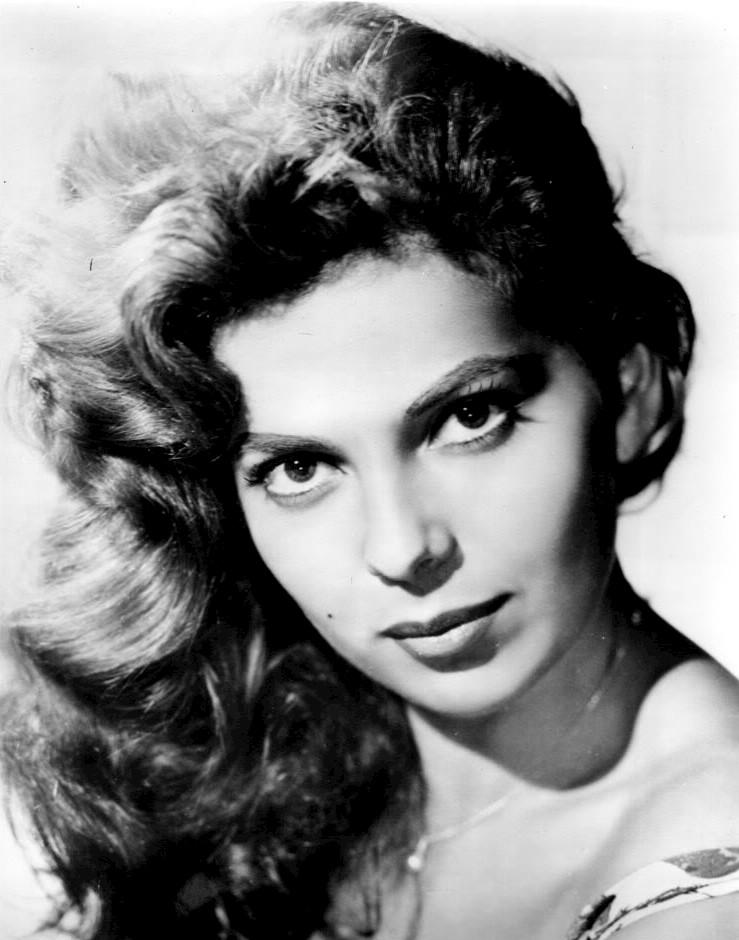

아베 레인(Abbe Lane, 1932년 12월 14일 ~ )은 미국의 배우, 가수, 영화배우이다.
브루클린에서 태어났다.

## 영화
- 환상 특급 (1983년)
- Donatella (1956년)
- 방랑자 (1956년)
- 시카고 신디케이트 (1955년)
- 아메리카노 (1955년)
- 황야의 추적 (1954년)
- 윙스 오브 더 호크 (1953년)